# Max-Morlock-Stadion
A Grundig Stadion Nürnberg (régebbi nevein Frankenstadion vagy Städtisches Stadion) egy 1928-ban megnyílt nürnbergi sportlétesítmény. A második világháború előtt a Hitlerjugend tartotta benne felvonulásait, 1968-tól kezdve a Bundesligában szereplő 1. FC Nürnberg csapatának otthona. A létesítmény látott már vendégül világbajnoki és olimpiai labdarúgó-tornát, korábban rendszeresen tartottak mezején könnyűzenei koncerteket is.

## Története

### Városi Stadion és felvonulótér
Az 1920-as évek elején Nürnberg városa a Dutzenteich nevű zöldterületen pihenésre és sportolásra lehetőséget adó zónát kívánt kialakítani. A létesítmény szívét jelentő stadion terveit Otto Ernst Schweitzer, nürnbergi tervezőmérnök készítette. A létesítmény 3 éven át, 1926-tól 1928-ig készült, már ekkor elnyerte jellegzetes nyolcszögletű alakját. Fedett főtribünjével és modern berendezéseivel korának kiemelkedő színvonalú épületei közé tartozott. A Städtisches Stadion (magyarul Városi Stadion) nevet kapó létesítmény és környezete az 1928-as amszterdami olimpián a nemzetek közötti művészeti versenyben aranyérmet nyert Németország számára.
Az NSDAP már 1927-től kezdve a Birodalmi Pártgyűlések megtartására használta a Dutzenteich környékét. A hatalomra jutó nemzetiszocialisták 1933 után fokozatosan a pártgyűléseket szolgáló területté alakították át pihenőparkot, így új funkciót kapott a Städtisches Stadion is. Ettől fogva itt került sor a Birodalmi Pártgyűlések keretében a Hitlerjugend-nap eseményeire. A pálya új neve Stadion der der Hitler-Jugend lett, de gyakran nevezték Régi Stadionnak (német Altes Stadion) is. Ennek oka, hogy a Reichsparteitagsgelände átellenes oldalán 1937-ben elkezdődött a világ legnagyobb, 405 ezer fő számára tervezett stadionjának építése, amely mellett a Városi Stadion szinte eltörpült. A nemzetiszocialisták nem sokat módosítottak a környező épületek stílusvilágához idegen stadionon. Mindössze a főtribünnel szembeni lelátót építették át, amely fából készült tornyokat kapott. A stadion lényeges sérülés nélkül érte meg a Harmadik Birodalom végnapjait.

### Katonai sporttelep és olimpiai helyszín
1945-ben a stadion az amerikai megszálló csapatok sporttelepe lett. 1963-ig a stadion nem is adott otthont élcsapatnak, csak ekkor költözött ide az 1. FC Nürnberg, miután saját stadionját eladta. A Nürnberg FC érkezése állandó rendezvényeket és megnövekedett nézőszámot hozott a létesítménybe, amelynek kapacitását hamarosan acéllelátókkal kellett növelni. 1971. május 30-án mérték a stadion máig élő nézőcsúcsát, a Fortuna Düsseldorf elleni mérkőzésen 75 000 néző szorongott a lelátókon és a labdarúgópálya körüli futópályán. 1972-ben az nyári olimpiai játékok labdarúgó tornájának 6 mérkőzését látta vendégül a Städtisches Stadion.
A Heysel-stadion katasztrófáját követő évben felülvizsgálták a nürnbergi stadion lelátóit is. 1987-től kezdődően nagy átalakítások zajlottak, az ideiglenes lelátókat eltávolították, a lehetséges nézőszámot lecsökkentették. 1991-ben Frankenstadion néven, 36 000 ülő és 8833 állóhellyel nyílt meg újra a nézők előtt. Az építkezés alatt beomlott a még 1928-ból származó főtribün is, így ezt is újjá kellett építeni.

### Bundesliga és világbajnokság
2003-tól kezdve a stadiont újból modernizálták, hogy felkészítsék a 2006-os labdarúgó-világbajnokság mérkőzéseire. Ennek érdekében a játékteret 1,5 méterrel mélyebbre helyezték, az északnyugati és délnyugati saroklelátókat pedig kibővítették. Bővítették a már meglévő lelátókon az ülőhelyek számát és modern beléptetőrendszert építettek ki. A stadion körül üzletsort, szurkolói tereket és egy VIP-épületet létesítettek. A tervezők külön ügyeltek a stadion környezetbarát kialakítására. Az stadion modern energiagazdálkodása miatt 2006 nyarán az európai sportpályák között elsőként kapta meg az EMAS környezetbarátsági tanúsítványát. Újításnak számít a létesítmény esővízgyűjtő rendszere, amely az összegyűjtött vizet elraktározza és később a pálya locsolóberendezésébe továbbítja.
Az újjáépített Frankenstadiont 2005. április 25-én adták át rendeltetésének, ekkor már 47 500 néző szurkolhatott a teljesen fedett lelátók alatt. 2005 nyarán a konföderációs kupa 3 mérkőzése alatt tesztelték a pálya alkalmasságát, 2006 nyarán 5 világbajnoki találkozóra került sor Nürnbergben.

## Névadási csata
2006 márciusában Nürnberg is követte más városok példáját és a stadion névadási jogának értékesítésével próbálta meg a létesítmény fenntartási költségeit csökkenteni. A jogot a nürnbergi kötődésű TeamBank pénzintézet vásárolta meg, amely egyik pénzügyi termékéről easyCredit Stadionnak nevezte el az épületet. Az új nevet azonban nem fogadta lelkesedés, a Nürnberg FC szurkolói már 2006 áprilisában tüntetést szerveztek az elnevezés ellen, amely során jelképesen a Max Morlock Stadion nevet adták a létesítménynek. A FIFA tiltakozása miatt a stadion 2006 nyarán még Frankenstadion néven szerepelt a világbajnokságon. A nürnbergi újságok és a köznyelv igyekszik kerülni az easyCredit Stadion elnevezést, ahogy a legtöbb 1. FC Nürnberg-szurkoló is. A városi tömegközlekedési eszközök megállói továbbra is a Frankenstadion elnevezést használják. A pálya a szerződés értelmében 2011. március 15-ig viseli az easyCredit Stadion elnevezést.
A névadás körül felforrósodott hangulatban az aréna üzemeltetői gesztust gyakoroltak a szurkolók irányában és kezdeményezték, hogy a stadion lelátói a nürnbergi csapat egykori válogatott tagjainak nevét viseljék. A volt játékosokról akkor neveznek el lelátót, ha az illető három kritériumból kettőt (legalább 400 mérkőzés az 1. FC Nürnberg csapatában; 1. FC Nürnberg csapatának tagjaként válogatott; bajnok az 1. FC Nürnberg csapatának tagjaként) teljesít.

## Fordítás
- Ez a szócikk részben vagy egészben a Easycredit-Stadion című német Wikipédia-szócikk ezen változatának fordításán alapul.  Az eredeti cikk szerkesztőit annak laptörténete sorolja fel. Ez a jelzés csupán a megfogalmazás eredetét és a szerzői jogokat jelzi, nem szolgál a cikkben szereplő információk forrásmegjelöléseként.